# Black Market Clash
Black Market Clash fue un álbum compilado de The Clash emitido en 1980 como un sencillo de 10" con 9 temas. En 1994, se reeditó con el nombre Super Black Market Clash agregándosele algunos b-sides y temas poco conocidos de la banda. En ambas portadas, la figura que aparece de espaldas es Don Letts.

## Black Market Clash
Black Market Clash fue lanzado solo para el mercado americano entre las emisiones de London Calling y Sandinista!. El objetivo del álbum era compilar muchas grabaciones que ya no estaban a la venta en singles, como el caso de "Cheat" que no había sido incluido en la versión americana de The Clash.
En el lado 1 figuran los temas "The Prisoner", "Pressure Drop" y "The City of the Dead" que son b-sides grabados entre 1977 y 1978. Sumado a esto, la inclusión de temas ignotos como "Time Is Tight" y "Capital Radio One", que no habían sido emitidos en ningún otro disco, convirtieron a Black Market Clash en un artículo de colección para los aficionados británicos que no tenían fácil acceso al mismo.
El lado 2 está compuesto por versiones dub de los ya emitidos "Bankrobber" y "Armagideon Time". Black Market Clash fue reemitido como CD en 1991. Sin embargo, no está en impresión desde el lanzamiento de Super Black Market Clash.

## Listado de temas
Todos compuestos por Mick Jones y Joe Strummer a menos que se indique.
Lado 1
1. "Capital Radio One" – 2:11
2. "The Prisoner" – 3:01
3. "Pressure Drop" (Toots Hibbert) – 3:30
4. "Cheat" – 2:06
5. "The City of the Dead" – 2:25
6. "Time Is Tight" (Booker Jones) – 4:07

Lado 2
1. "Bankrobber/Robber Dub" – 6:18
2. "Armagideon Time" – 3:52
3. "Justice Tonight/Kick It Over" (Coxsone Dodd y Willie Williams) – 6:59

## Super Black Market Clash
Super Black Market Clash no tiene los temas "Capital Radio One", "Cheat", "Bankrobber/Robber Dub" y "Armagideon Time" que figuraban en Black Market Clash. Dichos temas no fueron incluidos en el álbum porque, para el momento de la reedición, ya habían sido incluidos en las recopilaciones The Story of the Clash, Volume 1, Clash on Broadway y The Singles Collection.
En enero de 2000, el álbum fue remasterizado y reemitido junto al resto de la discografía de la banda.

## Listado de temas
Todos compuestos por Mick Jones y Joe Strummer a menos que se indique.
1. "1977" – 1:41
2. "Listen" – 2:44
3. "Jail Guitar Doors" – 3:05
4. "The City of the Dead" – 2:24
5. "The Prisoner" – 3:01
6. "Pressure Drop" (Toots Hibbert) – 3:26
7. "1-2 Crush on You" – 3:00
8. "Groovy Times" – 3:31
9. "Gates of the West" – 3:27
10. "Capital Radio Two" – 3:20
11. "Time Is Tight" (Booker Jones) – 4:06
12. "Justice Tonight/Kick It Over" (Coxsone Dodd y Willie Williams) – 8:54
13. "Robber Dub" – 4:42
14. "The Cool Out" (The Clash) – 3:54
15. "Stop the World" (The Clash) – 2:32
16. "The Magnificent Dance" (The Clash) – 5:38
17. "This Is Radio Clash" (The Clash) – 4:10
18. "First Night Back in London" (The Clash) – 3:00
19. "Long Time Jerk" (The Clash) – 2:57
20. "Cool Confusion" (The Clash) – 3:15
21. "Mustapha Dance" (Mick Jones, Joe Strummer, Paul Simonon y Topper Headon) – 4:26

## Personal
- Joe Strummer – voz y guitarra
- Mick Jones – guitarra, voz y piano
- Paul Simonon – bajo y coros
- Terry Chimes – batería en "1977", "Listen", "Cheat" y "Capital Radio One"
- Topper Headon – batería y percusión en el resto de los temas

- Datos: Q2637270